# Retikulieren

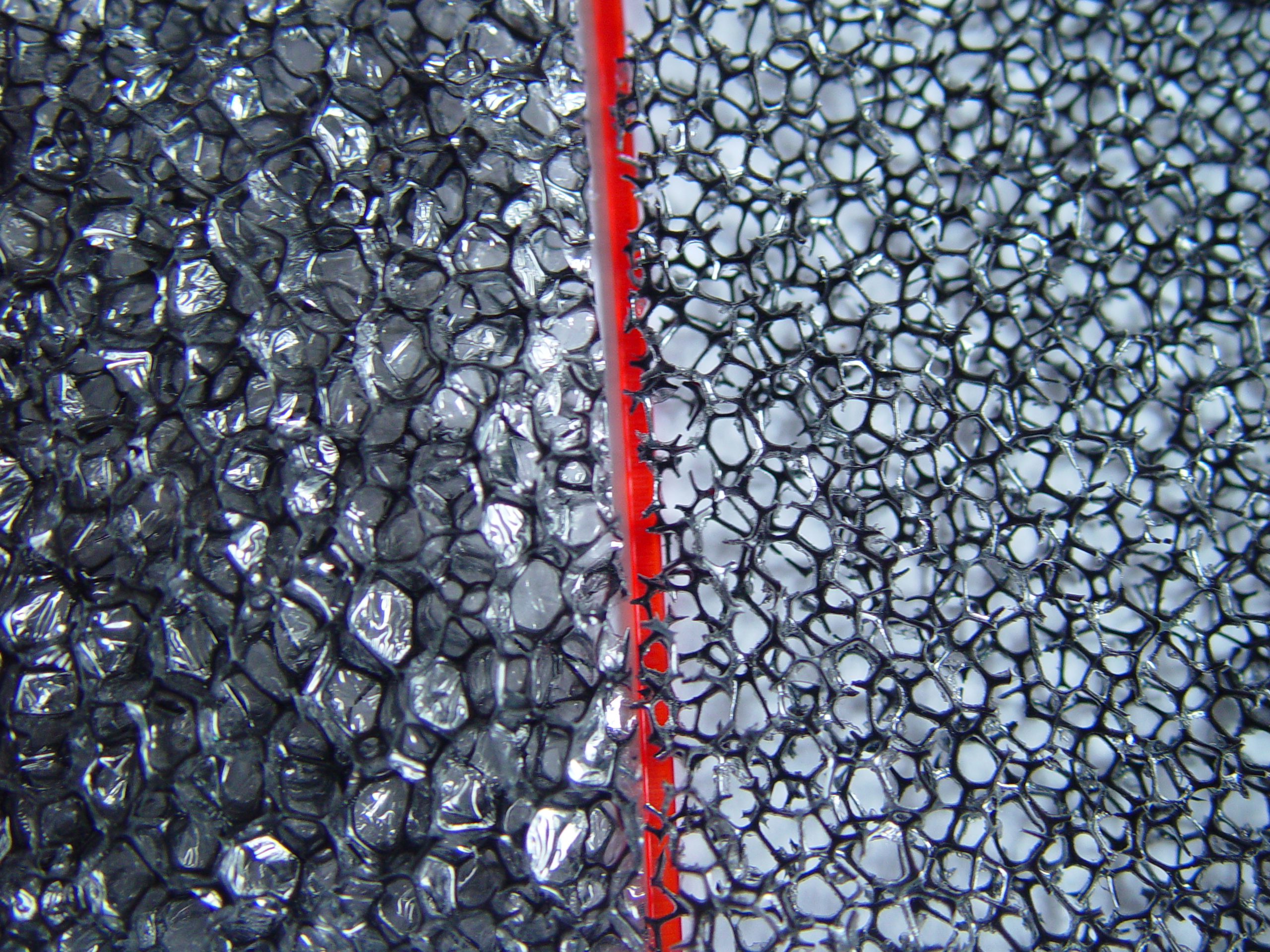
Polyurethan-Schaum: Links, vor der Vernetzung. Rechts, nach der Retikulierung.

Beim Retikulieren handelt es sich um eine Nachbehandlung von Schaumstoffen, um eine Flüssigkeits-, Luft- bzw. Gasdurchlässigkeit zu erreichen.

## Entwicklung der Prozedur
Das Verfahren wurde in der Kunststofftechnik 1963 von der Firma Scott Paper & Co in den USA patentiert. Das so für Flüssigkeiten und Gase durchlässige Polyurethan wird als retikuliert bezeichnet. Solche durchlässigen Kunststoffe können als mechanische Filter genutzt werden. Durch eine Beschichtung der Oberfläche mit Aktivkohle lassen sich weitere Filtertypen realisieren.

## Methoden
Beim Retikulieren werden die bei der Produktion entstehenden dünnen „Häutchen“ zwischen den einzelnen Schaumstoffzellen, welche das Produkt luftundurchlässig machen, zerstört.

### Wasser-Retikulierung
Ein Gemisch aus gasförmigen, brennbaren Stoffen (z. B. Knallgas) wird gleichzeitig mit dem Zündimpuls mit ca. +185 °C heißem Wasserdampf (unter Druck) vermengt. Es wird eine exotherme Reaktion eingeleitet, und diese bewirkt durch die explosiv freiwerdende Reaktionswärme nach der Gleichung
{\displaystyle \mathrm {2\ H_{2}+O_{2}=2\ H_{2}O+485{,}6\,kJ} }
die Perforierung der Schaumstoff-Zellwände und deren gezielte Sinterung zu einer Stegstärke der Gerüstsubstanz des Schaumstoffes. Hierbei wird die Flammausbreitung einer sogenannten harten Retikulierung vereitelt. Die Gasmischung enthält noch Anteile anderer Gase u. a. Propan und Butan.
Die freiwerdende Wärme heizt den exakt zu dosierenden Wasserdampf weiter auf, und dadurch wird sie gezielt auf den Schaumstoff übertragen. Dies kann eingesetzt werden, wenn man weiße oder sehr helle Schaumstoffe ohne jegliche Verfärbung durch die „Brennspuren“ retikulieren will. Außerdem kann man durch diese gezielte Eingabe des Wasserdampfes die Stegstärke, die bei der thermischen Reaktion durch Anschmelzen des Zellsteges entsteht, so bestimmen, wie dies erwünscht wird. Die gewünschte Stärke und Ausbildung des Zellsteges ist von Kunde zu Kunde unterschiedlich. Je nach Fülldruck und Gasmischung (muss für jeden Schaumstoff-Typ berechnet werden) wird eine gleichmäßigere Verteilung der brennbaren Gasgemische in dem zu retikulierenden Rohblock erreicht.
Gesundheitsschädigende dampfförmige Schadstoffe entstehen bei diesem Retikulierprozeß unter Beimischung von Wasser nicht, da die Schaumstoffe weder hohen Temperaturen noch offener Flammeinwirkung ausgesetzt werden.
Wird der Vordruck, bei dem die Wasserstoff-Luft-Wasser-Sauerstoffgemische gezündet werden, über 2,5 Bar hinaus angehoben, treten etwas oberhalb der stöchiometrischen Zusammensetzung „Unstetigkeiten“ auf. Dabei jedoch nehmen die Explosionen keinen heftigeren Verlauf und es findet auch keine merkliche Stauung/Stauchung der Verbrennungsschwaden statt, welche wiederum eine Drucksteigerung zur Folge hätte. Die Flammausbildung durch das vorhandene Wasser wird bzw. kann sicher verhindert werden. Bei der multiplen Zündung dieser brennbaren Gemische wird die beschriebene Reaktion trotz Wasseranteil immer ausgelöst. Sollte durch irgendwelche unvorhersehbare Einwirkungen keine Zündung erfolgen, so kann über ein Begasungsventil und über das Vakuumsystem die vorhandene nicht gezündete Retikulieratmosphäre entfernt und gegen Normalatmosphäre ausgetauscht werden.
Das Verfahren von INT.TT Muetzelfeldt (früher TTM Muetzelfeldt) funktioniert jedoch nur, wenn der Schaumstoff etwas „abgelagert“ ist. Es entsteht im Übrigen kaum ein Geruch. Optimal funktioniert es nur dann, wenn der Ester- oder Etherschaumstoff vor dem Einführen in den Reaktionsbehälter absolut trocken und gut gereift (älter als eine Woche) ist. Auch sollte beim Schaumprozess, vor allem beim grobporigen Polyester (< 15 ppi), ein bestimmter Silicontyp eingesetzt werden. Die Retikuliervorrichtung muss innen mit Rillen versehen werden. Der Einspritzdruck des Wassers liegt bei circa 120 Bar. Als Hilfsmittel wird zu dem Knallgasgemisch eine gewisse Menge Aceton (DMK) zugesetzt.

### Versprödungsbruch-Retikulierung
Bei diesem Verfahren werden die geschlossenen, vernetzten Zellen mechanisch wenigstens teilweise geöffnet, indem der Schaumstoff auf eine Temperatur unterhalb seiner Versprödungstemperatur TV abgekühlt und einer anschließenden mechanischen Beanspruchung unterworfen wird.